# Lithoaphis
Lithoaphis är ett släkte av insekter. Lithoaphis ingår i familjen långrörsbladlöss.
Kladogram enligt Catalogue of Life:
| Lithoaphis | \| \| Lithoaphis lithocarpi \| \| \| \| \| \| Lithoaphis shiiae \| \| \| \| |
|            | \| \| Lithoaphis lithocarpi \| \| \| \| \| \| Lithoaphis shiiae \| \| \| \| |
|            | Lithoaphis lithocarpi                                                       |
|            |                                                                             |
|            | Lithoaphis shiiae                                                           |
|            |                                                                             |